# McComb
McComb je město v USA, ve státě Mississippi. Roku 2000 mělo 13 337 obyvatel.

## Dějiny
Město bylo založeno roku 1872 Henrym Simpsonem McCombem, po němž bylo pojmenováno.

## Slavní rodáci
- Britney Spears